# Lesoto
Kraljevina Lesoto je celinska država na jugu Afrike. V celoti jo obkroža Republika Južna Afrika.

## Zgodovina
Lesoto, nekdanji Basutoland, so prvotno naseljevali Bušmani vse do konca 16. stoletja. Med 16. in 19. stoletjem so se začeli naseljevati na tem območju begunci iz južne Afrike, v glavnem iz plemena Basutov. V boju proti Zulujcem jih je leta 1818 združil kralj Moshoeshoe I. Zaradi neprestanih vojn z Južno Afriko (1856 - 1868) se je moral zateči pod okrilje Velike Britanije. Tako je leta 1868 Basutoland postal njen protektorat.
Leta 1959 je Velika Britanija razglasila ustavo za Basutoland, za novega vrhovnega poglavarja pa imenovala Moshoeshoea II. Z ustavo je Basutoland pridobil večjo notranjo avtonomijo. Po ustavni konferenci v Londonu je leta 1965 postal parlamentarna monarhija, 4. oktobra 1966 pa razglasil neodvisnost pod novim imenom Kraljevina Lesoto.